# Carlos Espinosa de los Monteros y Bernaldo de Quirós
Carlos Espinosa de los Monteros y Bernaldo de Quirós, iv marqués de Valtierra (Madrid, 18 de marzo de 1944), es un aristócrata, empresario y funcionario español. Destaca por haber sido, entre 2012 y 2018, alto comisionado del Gobierno para la Marca España.

## Biografía
Nació en Madrid en 1944, segundo hijo de Francisco Javier Espinosa de los Monteros y Herreros de Tejada, iii marqués de Valtierra, a quien sucedió en el título en 1985. y de Galinda Bernaldo de Quirós y Alcalá-Galiano. Es bisnieto del Capitán General de la VI Región Militar Carlos Espinosa de los Monteros y Sagaseta de Ilurdoz, natural de Pamplona, militar y diplomático español de comienzos del siglo XX.
Sus primeros estudios los realiza en el colegio Chamberí de los Hermanos Maristas de Madrid, en la calle de Eduardo Dato, antes Paseo del Cisne, muy cercano al domicilio familiar. Se licenció en Derecho en 1965 y en Administración de Empresas en 1966 en el ICADE. Entre 1966 y 1967 realiza un máster en Administración de Empresas (MBA) en la Northwestern University de Chicago. Posteriormente, en 1969, accede por oposición al Cuerpo Superior de Técnicos Comerciales y Economistas del Estado.
Contrajo matrimonio con María Eugenia de Simón y Vallarino, con la que ha tenido cinco hijos, entre ellos Iván Espinosa de los Monteros, vicesecretario de Relaciones Internacionales de Vox desde 2016 hasta 2023.

## Trayectoria profesional
Ha trabajado tanto en el sector público como en el privado. En cuanto a la actividad pública, desde 1969 hasta 1972 ocupó plaza en el Ministerio de Comercio. Tras ello, y hasta 1976, trabajó en la Delegación Española en Chicago, como Agregado Comercial. Más tarde, ocupó diversos puestos de relevancia en el Instituto Nacional de Industria (INI), como director comercial entre 1976 y 1979 y vicepresidente entre 1979 y 1982. Con la victoria del PSOE en 1982, Felipe González lo nombró presidente de Iberia. 
Durante el período 1983-1985 fue miembro del Comité Ejecutivo de la Asociación Internacional de Transporte Aéreo. Más adelante, en 1988, pasaría al mundo automovilístico, siendo consejero delegado y desde 1990 además presidente de Mercedes-Benz España, cargo que mantendría hasta 2009. Ocupó el mismo cargo desde 2004 en DaimlerChrysler AG.
Entre septiembre de 2005 y junio de 2012 fue vicepresidente no ejecutivo del grupo Inditex. Fue designado consejero del grupo en mayo de 1997 y reelegido en las Juntas Generales de Accionistas de 20 de julio de 2000, 16 de julio de 2004, 14 de julio de 2009 y 15 de julio de 2014. A fecha de marzo de 2018, era titular de 167 000 acciones de la sociedad.

## Alto comisionado para la Marca España
El 12 de julio de 2012 fue nombrado por el rey Juan Carlos I, a propuesta del presidente del Gobierno, Mariano Rajoy, alto comisionado del Gobierno para la Marca España. Tenía rango de secretario de Estado, y su función consistía en la «planificación, el impulso y la gestión coordinada de las actuaciones de las Administraciones Públicas, de los organismos públicos de ellas dependientes y de cuantas entidades públicas y privadas protagonizan y están implicadas en la promoción de la imagen exterior de España en los ámbitos económico, cultural, social, científico y tecnológico», según rezaba la página web de la Marca España. Fue cesado como alto comisionado el 13 de octubre de 2018.

## Reconocimientos
- Banda de la Orden Mexicana del Águila Azteca (2015)[9]
- Gran Cruz de la Orden de Isabel la Católica (2018)[10]

## Ancestros
| 1. Carlos Espinosa de los Monteros y Bernaldo de Quirós |
| ------------------------------------------------------- |
|                                                         |